# مورتون ديوتش
مورتون ديوتش (بالإنجليزية: Morton Deutsch) هو عالم وأستاذ جامعي وعالم نفس أمريكي، ولد في 4 فبراير 1920 في نيويورك في الولايات المتحدة، وتوفي في 13 مارس 2017.